# Heti (Yacht)
Die Heti ist eine Gaffel-getakelte klassische Segelyacht der 12mR-Klasse. Gebaut wurde sie 1912 in Hamburg vom Yachtkonstrukteur Max Oertz, der unter anderem für Gustav Krupp von Bohlen und Halbach die Schoneryacht Germania und für den deutschen Kaiser Wilhelm II. die Yachten Meteor IV (1908) und Meteor V (1913) konstruierte.
Die Heti ist eine First-Rule-12mR mit Mahagoniplanken auf Holz- und Stahlspanten.

## Geschichte
Auftraggeber der Yacht war der Lübecker Unternehmer Hermann Eschenburg, der sie nach seiner Tochter Hedwig – Heti gerufen – benannte. Eschenburg segelt mit der Heti bis in den Ersten Weltkrieg hinein Regatten. Mehrfach gewann die Heti die Kieler Woche. 1923 musste Eschenburg seine Yacht aus wirtschaftlichen Gründen verkaufen.
Der Käufer war der Berliner Industrielle Max Hamers, der das Boot in Traum umtaufte und auf den Wannsee verlegte. In den 1930er-Jahren kam die Yacht nach Kiel, wo sie zur Yawl umgeriggt und als Fahrtenkreuzer eingesetzt wurde. Während des Zweiten Weltkriegs und danach wurde sie als Hausboot genutzt.
Nach dem Krieg war sie unter dem Namen Nathurn in Besitz des Bremers Heinz Harmssen. Harmsen verkaufte sie 1953 (andere Quelle: 1960) an die Hanseatische Yachtschule Glücksburg, die sie in Seeschwalbe umtaufte. 1966 ging sie als Moby Dick nach Flensburg.
1967 (andere Quelle: 1968) kauften die Hamburger Peter Himstedt und Karl Massberg die Yacht. Die beiden ließen die Yacht instand setzen und umbauen. Dabei erhielt der Bug eine neue Form, der Rumpf wurde mit einer Kunststoffschicht überzogen. Das Boot bekam eine Maschine und ein einmastiges Hochrigg. Unter ihrem neuen Namen Saturn gewann sie wieder Regatten, darunter mehrfach das Blaue Band der Niederelbe.
1978 wechselte die Yacht erneut Eigentümer und Namen (Heimathafen blieb Hamburg): Der neue Eigner Friedrich Goebel taufte das Boot in Romeo um, und verchartete es an die Seglervereinigung Rhein-Main (SVRM) in Frankfurt, die sie von 1978 bis 1983 als Ausbildungsschiff mit eigenen Skippern für zahlende Segelschein-Anwärter einsetzte. Die Fahrten waren von März bis Oktober in 2-Wochen-Törns so eingerichtet, dass die aufeinander folgenden Törns nacheinander sehr große Seebereiche abdeckten. Unter anderen fanden folgende Törns statt, die auch im Logbuch dieser Zeit festgehalten wurden. Dabei hatte die Romeo einige Havarien überlebt, die aber unter hohen Kosten reparabel waren.
Vom 22. Juli 1979 bis 3. August 1979 fand ein Ausbildungstörn von Travemünde bis Gdynia und zurück statt, bei dem einige Mitsegler am Abschluss ihre Prüfung zum BR-Schein ablegen konnten.
Am 26. Juli 1980, nachdem die Romeo vom 29. Juni bis 26. Juli 1980 über Danzig und Stockholm bis nach Helsinki gesegelt wurde, kam eine neue Crew an Bord, um der Segel-Olympiade in Tallinn beizuwohnen. Das war erstmals eine Gelegenheit, von der UdSSR eine Erlaubnis zu erhalten, den Hafen von Tallinn, Hauptstadt von Estland, damals eine der Sowjetrepubliken, anzulaufen. Am Morgen des 27. Juli 1980 erreichte die Romeo unter strenger Begleitung eines sowjetischen Schnellbootes den Hafen von Tallinn. Es folgten Hafentage, ohne auch nur das geringste von den olympischen Segelwettbewerben der international gemiedenen Olympischen Sommerspiele 1980 in Moskau mitzubekommen. Nachdem mehrere Gewitter auf der Rückfahrt nach Travemünde abgewettert wurden, passierte dann das Unglück: am 6. August 1980 gegen 18:20 Uhr im Fahrwasser der Fährverbindung Gedser-Rostock brach nach einer Gewitter-Bö der ca. 23 Meter hohe Mast. Die Ursache war der StB-Unterwant, der sich nach den zahlreichen Gewittern aus seinem nicht genügend gesicherten Wantspanner losegeruckelt hatte und dessen letzten zwei Gewindegänge schließlich ausgerissen wurden. Der Mast landete mit dem ganzen Gut in der Ostsee. Durch Anlöten einer Ersatzantenne an das in der Bilge gekappte Antennenende des UKW-Senders war es möglich, Hilfe über die Küstenfunkstelle Lyngby Radio herbeizurufen, um den Mast mit den daran hängenden losen Wanten durch ein Rettungsboot des Gedser-Rettungsdienstes in den Hafen schleppen zu lassen. Die Weiterfahrt unter Motor war ebenfalls nach kurzer Zeit unterbrochen, da Dreck im Diesel die Kraftstoffzuleitung verstopfte. Ein erneuter Herbeiruf des Rettungsbootes brachte die Mannschaft dann schließlich gegen 03:00 Uhr unversehrt in den Hafen von Gedser – die Segler-Saison 1980 der Romeo hatte damit ein Ende gefunden. Die Untersuchung dieses Ereignisses machte deutlich, dass bei häufig wechselnder Crew – teilweise mit sehr unerfahrenen Seglern – verdeckte Nachlässigkeiten von nachfolgenden Crews nicht erkannt werden und dann zu erheblichen Havarien führen können.
Am 21. Juni 1981 wurde die Crew der Romeo im Yachthafen von Vigo von einer neuen Crew abgelöst, die das Schiff durch den Golf von Biskaya und den Ärmelkanal bis nach IJmuiden führte. Wegen der Reparatur des Steuerkompasses begann die Fahrt jedoch erst am 23. Juni 1981 mit einem heftigen Sturm querab von Cabo de Finisterre, der unter Top und Takel abgewettert wurde und die Crew zwang, ohne Stopp bis zum 28. Juni 1981 nach Brest zu segeln. Über Guernsey und Boulogne-sur-Mer wurde am 4. Juli 1981 in IJmuiden festgemacht und die Romeo einer neuen Crew übergeben.
Am 3. September 1983 wurde die Romeo von Teilen der Nachfolge-Crew in Bergen übernommen, die bis zum 5. September 1983 auf den Rest der Crew wartete, um dann zum angestrebten Ziel der Lofoten aufzubrechen. Leider stellte sich heraus, dass der überwiegende Teil der angereisten Segler keine oder nur sehr geringe Segelerfahrung hatten, so dass das eigentliche Ziel aufgegeben wurde und stattdessen vom Skipper eine Küstenfahrt durch die Fjorde beschlossen wurde. Am 10. September 1983 wurde Ålesund mit dem Ziel Bud am Harøysund verlassen, um von dort nach Trondheim weiterzusegeln. Am 11. September 1983 gegen 17:00 Uhr passierte dann eine Havarie in der Pantry, als der Backschafter das Abendessen zubereitete: Durch einen abgeplatzten Brenner vom Primus-Petroleumkocher ergoss sich ausströmendes brennendes Petroleum unter hohem Druck wie eine Feuerwalze in die Pantry und in den gerade unbesetzten gegenüberliegenden Navigationsraum. Der Backschafter erlitt erhebliche Verbrennungen am Kopf und den Händen und die Seiten des Navigatoionsraums sowie einige Navigationsgeräte gerieten in Brand und wurden zum Teil zerstört. Nur durch das umsichtige Verhalten des Skippers und einiger Mitsegler, die sich gerade in der Plicht aufhielten und mit noch von einem Waschgang herumliegenden Pützen löschen konnten, konnte ein größerer Schaden verhindert werden. Gegen 19:00 Uhr wurde dann Kristiansund angelaufen und der Backschafter konnte ohne Verzug sofort im Krankenhaus verarztet werden (in Norwegen haben Seeunfälle offensichtlich höchste Priorität!). Nachdem die gröbsten Brandfolgen durch die Crew behoben wurden, machte die Romeo am 16. September 1983 in Trondheim fest und wartete auf die Rückholung zur Reparatur in Deutschland.
Nach der vollständigen Wiederinstandsetzung 1983/1984 übernahm der Eigner Friedrich Goebel wieder die Romeo und überführte sie ins Mittelmeer.
Auch im Mittelmeer nahm sie erfolgreich an Regatten teil. Am 12. September 1998 wurde das Rigg bei einem Startunfall schwer beschädigt.
Eigner Goebel schenkte das Boot dem Hamburger Verein Jugend in Arbeit e. V., von dem es die Stiftung Hamburg Maritim 2001 übernahm. 1999 kam das Boot per Schiff nach Hamburg und wurde 2002 bis 2005 als Gaffel-getakelte Yacht restauriert.
2001 gründete sich der Verein „Freunde der Segelyacht Heti e.V.“, die das Schiff mit eigenen Mitteln und den der Stiftung Hamburg Maritim und mit Hilfe von Jugend in Arbeit komplett in den Zustand von 1912 zurückversetzte (ausgenommen moderner technischer Einbauten, wie Motor, elektro Winschen und Navigation). Nach diesen umfangreichen Restaurierungsarbeiten lieferte Jugend in Arbeit die nun wieder SY „Heti“ genannte Yacht zur Nutzung an den Verein Freunde der Segelyacht Heti, der sie bis heute aktiv auf Veranstaltungen in Deutschland und Skandinavien segelt.